# 河南岸街道
河南岸街道，是中华人民共和国广东省惠州市惠城区下辖的一个乡镇级行政单位。

## 行政区划
河南岸街道下辖以下地区：
石桥社区、惠南社区、斑樟湖社区、牛和地社区、银岗岭社区、金湖社区、河南岸村、马庄村、冷水坑村、冰塘村、高布村和湖山村。